# 長倉池
長倉池（ながくらいけ）は、兵庫県加西市玉丘町にあるため池である。2010年（平成22年）3月25日に農林水産省のため池百選に選定された。

## 概要

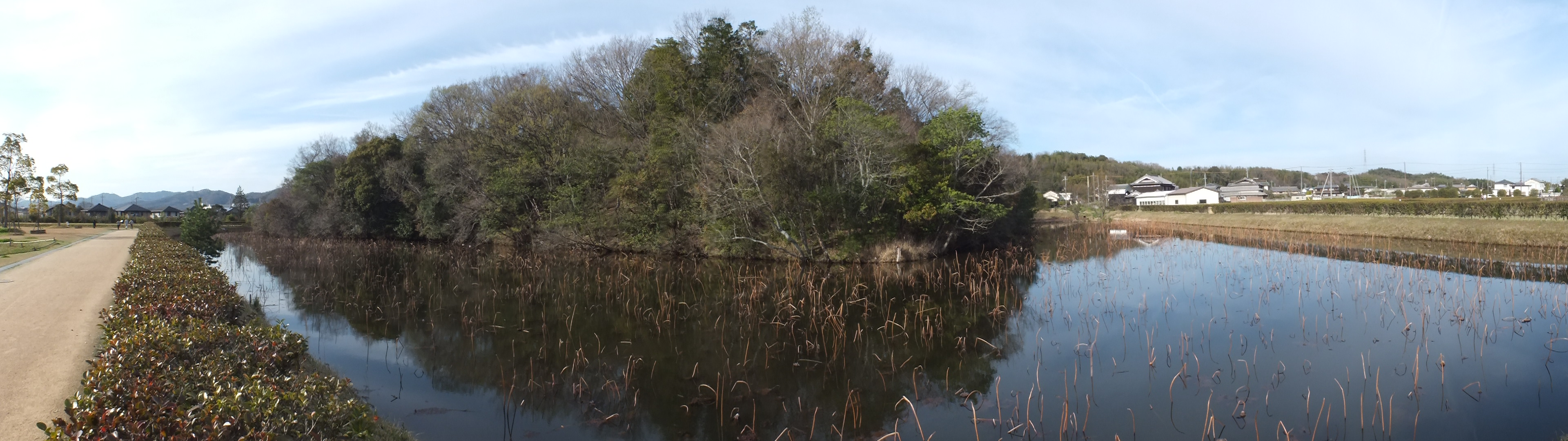
隣接する玉丘史跡公園（玉丘古墳）

長倉池は、隣接する牧草地から昇る朝日、山に沈む夕日の風景や隣接する玉丘史跡公園周辺の山林が湖面に映えて四季折々に多彩な景観を作っている。

## 自然
加西市は、隣接する小野市とともにコハクチョウの越冬地の南限であり、毎年秋池干しが終わり再度を貯水すると、付近の池で越冬していたコハクチョウが飛来し帰行までの集結地となる。
近畿地方有数のミズトラノオの群落があり、池周辺はカスミサンショウウオ、ニホンアカガエル、ヒメナエ、ゴマクサ等の多様な動植物が生息しており、兵庫県立播磨農業高等学校等の研究拠点として利用されている。

## アクセス

### 道路
- 兵庫県道23号三木宍粟線・兵庫県道24号多可北条線・兵庫県道716号玉野倉谷線

### 公共交通機関
- 北条鉄道北条線北条町駅